# Трилопатія вирізаноформна
Трилопатія вирізаноформна (Tritomaria exsectiformis) — вид печіночників порядку юнгерманіальних (Jungermanniales).

## Поширення
Батьківщиною є Європа, Азія, Північна Америка.
Вид живе у від сонячних до помірно тінистих, від сухих до помірно вологих, з низьким вмістом вапна, кислих місцях на силікатних породах і брилах, на торф'янистих, піщаних або суглинистих ґрунтах, на ґрунтових дренажах, епіфітно на основі дерев, рідше на мертвій деревині. Вище межі дерев росте на кислому гумусі на кам'янистих луках, альпійських галявинах і в карликових чагарниках.

## Характеристика
Рослини від зеленого до коричневого забарвлення, висхідні, завдовжки до 2,5 сантиметра. Вони часто утворюють невеликі нещільні килимки. Листки поперечні, часто розпростерті, бороздчасті, але не кілеві. Кінчик листка зазвичай розділений на три загострені частки різного розміру. На одну клітину листка припадає приблизно від 6 до 9, іноді кілька масляних тілець. Підлистки відсутні. Статевий розподіл дводомний. Спорогони трапляються рідко. Виводкові тіла утворюються у великій кількості на кінчиках самих верхніх листків, вони червонувато-коричневі, зазвичай тупотрикутні, двоклітинні і розміром від 20 до 26 мікрометрів. Tritomaria exsectiformis навряд чи можна відрізнити від її сестринського виду Tritomaria exsecta в природі. Tritomaria exsectiformis має більші клітини листя та більші, часто дещо кутасті виводкові тіла.